# Фугіо-цент

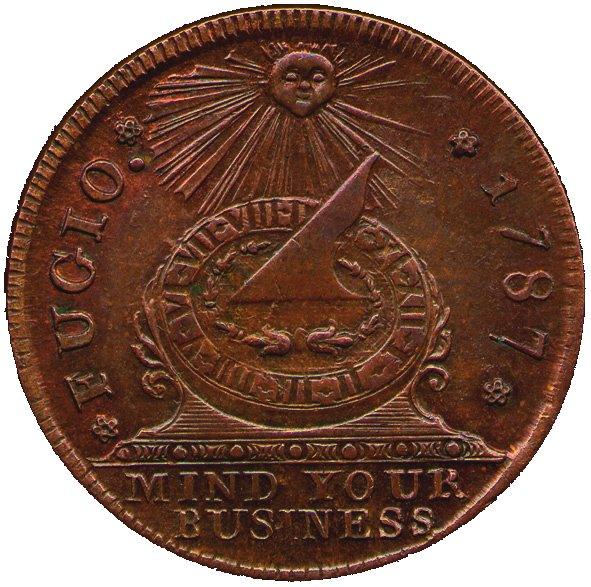
Фугіо-цент (аверс)

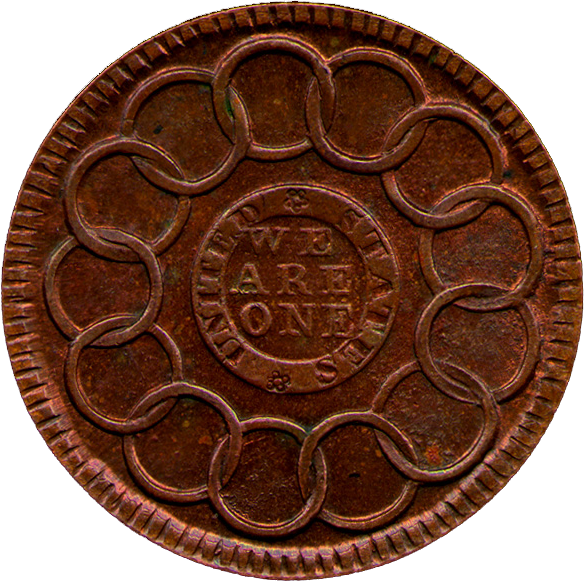
Фугіо-цент (реверс)

Фугіо-цент (англ.  fugio cent від лат. fugio — біжу, зникаю (про час)) — перша одноцентова монета, офіційно викарбувана владою США після проголошення незалежності. Маса монети становила 0,36 унції міді, а дизайн був натхненний роботами Бенджаміна Франкліна. До теперішнього часу збереглася велика кількість цих монет низького ступеня якості, в той час як добре збережені екземпляри — рідкісні і високо цінуються колекціонерами.

## Історія
21 квітня 1787 року, Конгрес Конфедерації США затвердив дизайн офіційної мідної монети в 1 цент, яка отримала неформальну назву фугіо-цент. На монеті зображено сонце, яке освітлює сонячний годинник з підписом «Fugio» (латинь: я біжу/тікаю).

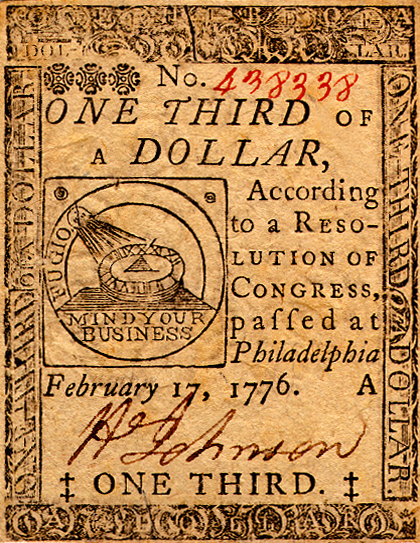
Банкнота номіналом в 1/3 континентального долара (аверс) з написами «Fugio» та «Mind your business».

Дизайн монети розробив Бенджамін Франклін; у нижній частині монети розміщено повідомлення Mind Your Business, яке є грою слів — або «не твого розуму справа», або нагадування власникові монети «думай про бізнес», поки час «тікає». Цей дизайн був також використаний на «континентальному доларі» (випускався як у вигляді монет без позначення номіналу, так і у вигляді паперових купюр з різними дробовими номіналами) в лютому 1776.
На звороті як монет і купюр 1776 року, так монет 1787 року, був розміщений девіз «Ми єдині» (англійською мовою) в оточенні тринадцяти ланок, які представляли 13 штатів — засновників США.
Після проведення реформи центральної влади та ратифікації в 1789 році Конституції 1787, золоті і срібні монети стали використовувати девіз «З багатьох — єдине» з Великої печатки Сполучених Штатів.

## См. також
- Долар США
- Один цент США